# Dejbjergvagnarna

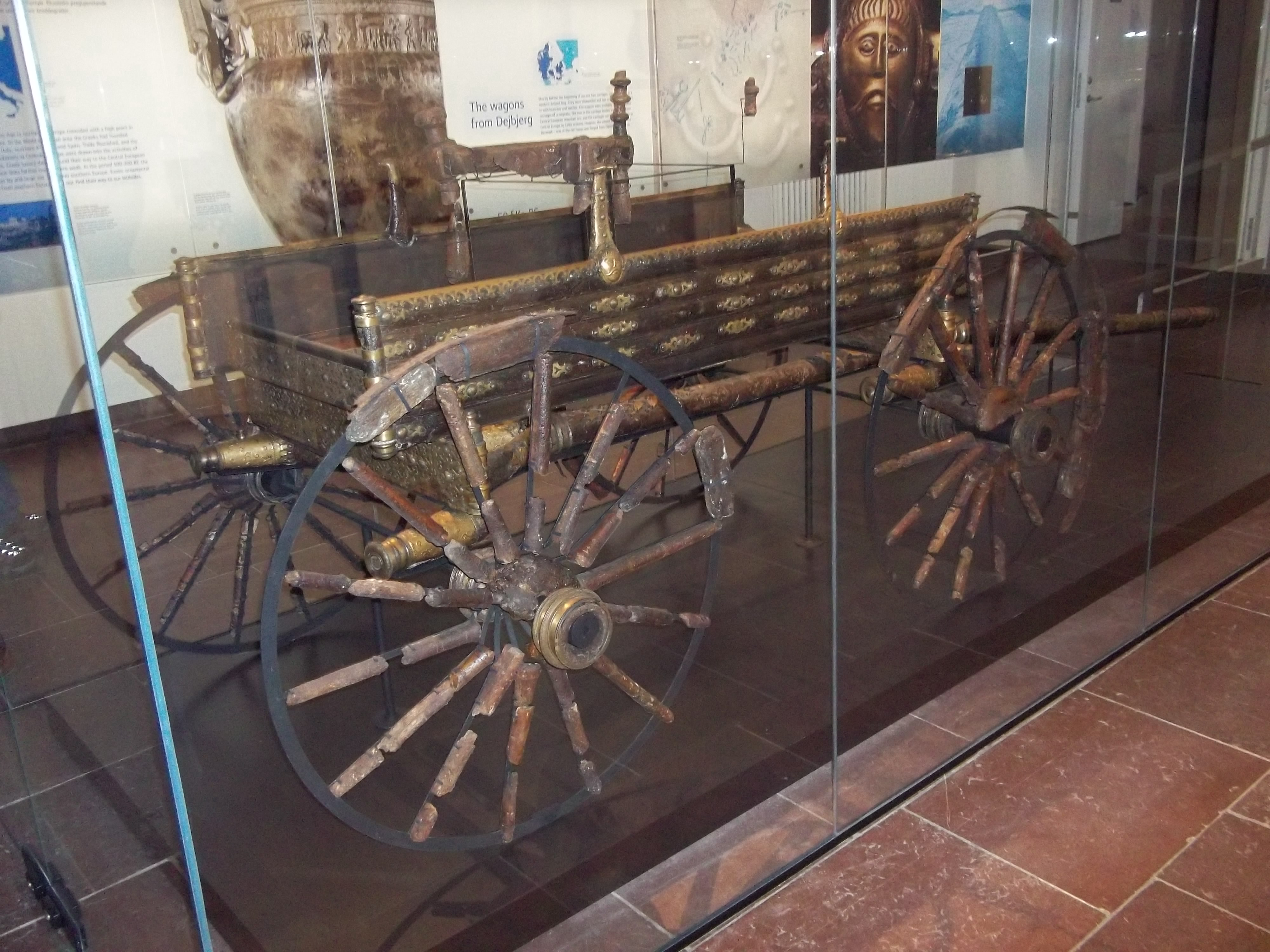
Dejbjergvagnen på Nationalmuseet i Köpenhamn.

Dejbjergvagnarna är ett arkeologiskt fynd från äldre järnålder i Dejbjerg mose vid Ringkøbing på Jylland i Danmark, numera i Nationalmuseet i Köpenhamn.
Vagnarna är ett offerfynd bestående av två vagnar funna på bottnen av den så kallade Præstegårdsmose 1881 och 1883. Före offret har vagndelarna tagits isär, och vissa av delarna är nu förlorade, så att endast en av vagnarna har gått att sätta ihop.
Vagnarna härstammar från omkring 100 f.Kr. Det är osäkert om de är tillverkade i Danmark eller har kommit från ett keltiskt område i Central- och Västeuropa. De är av trä och rikt dekorerade med bronsbeslag. De rikt ornerade beslagen är utförda i typisk keltisk stil och teknik. I keltiska furstegravar återfinns ofta vagnar, till exempel i graven i Vix i Frankrike, och rester efter en fyrhjulig vagn med beslag som de på Dejbjergvagnarna har hittats i en grav vid Ohnheim i Alsace.